# Società Sportiva Calcio Napoli 2024-2025
Questa voce raccoglie le informazioni riguardanti la Società Sportiva Calcio Napoli nelle competizioni ufficiali della stagione 2024-2025.

## Stagione
(Antonio Conte)

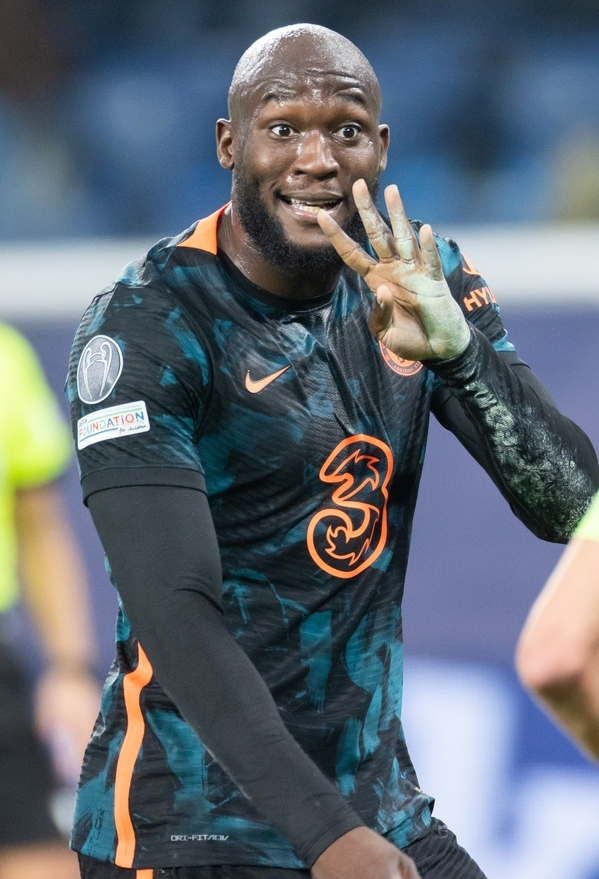
Romelu Lukaku, chiamato a raccogliere l'eredità di Osimhen come nuovo centravanti del Napoli: il belga chiude con 14 reti.

Dopo il deludente campionato dell'annata 2023-2024, concluso al 10º posto, il Napoli cerca il riscatto ingaggiando il tecnico Antonio Conte, che torna così in Italia dopo la parentesi all'Inter dal 2019 al 2021. Il club, inoltre, cambia nuovamente direttore sportivo, sostituendo dopo una sola stagione Mauro Meluso con Giovanni Manna, in precedenza dirigente della Juventus Next Gen. Durante la sessione di mercato estiva, la società partenopea ingaggia lo svincolato Spinazzola e acquista Rafa Marín dal Real Madrid, Buongiorno dal Torino, Neres dal Benfica, Lukaku dal Chelsea, McTominay dal Manchester Utd e Gilmour dal Brighton, mentre rientrano dai prestiti Caprile, Folorunsho e Zerbin, dopo le rispettive parentesi all'Empoli, al Verona e al Monza. Sul fronte uscite, vengono ceduti Zanoli al Genoa (in prestito con obbligo di riscatto condizionato), Lindstrøm all'Everton (in prestito con diritto di riscatto), Østigård al Rennes (a titolo definitivo), Natan al Betis (in prestito con diritto di riscatto), Cajuste all'Ipswich Town (in prestito con obbligo di riscatto condizionato), Cheddira all'Espanyol (in prestito secco), Gaetano al Cagliari (in prestito con obbligo di riscatto condizionato) e Osimhen al Galatasaray (in prestito secco), mentre Demme, Idasiak e Zieliński lasciano la squadra in seguito alle scadenze dei relativi contratti. Infine Dendoncker, Gollini e Traorè fanno rientro rispettivamente all'Aston Villa, all'Atalanta e al Bournemouth per il mancato esercizio delle opzioni di riscatto.

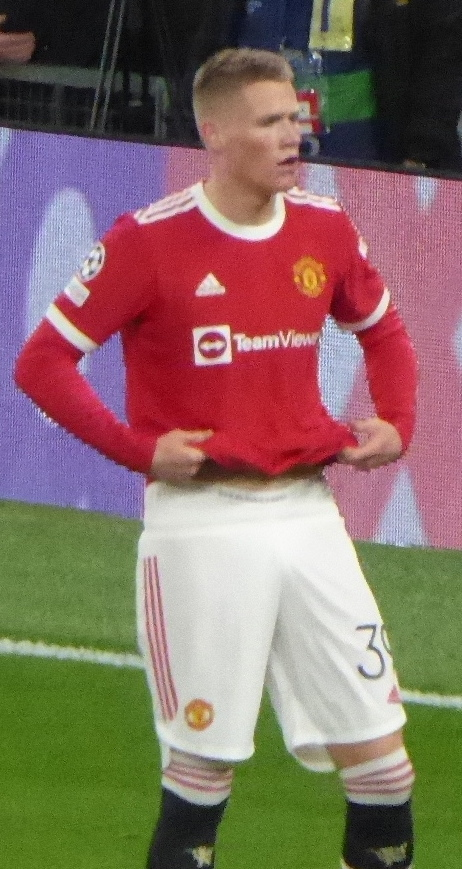
Scott McTominay, acquistato in estate, emerge subito come titolare nel centrocampo degli azzurri e vince il premio di MVP del campionato.

L'esordio stagionale del tecnico leccese avviene in occasione dei trentaduesimi di finale di Coppa Italia, contro il Modena, che i partenopei riescono a superare soltanto grazie ai tiri di rigore, trionfando per 4-3 (dopo lo 0-0 dei tempi regolamentari). Negativo, invece, l'esordio in campionato, avvenuto sul campo del Verona e perso con un netto 3-0; nonostante ciò, gli azzurri si riscattano subito vincendo le successive due partite, entrambe disputate nelle mura di casa, contro il Bologna (3-0) e il Parma (2-1). Con il seguente successo sul campo del Cagliari (0-4), i partenopei tornano a vincere tre partite di fila in Serie A, per la prima volta da febbraio 2023. Nei successivi due turni di campionato, il Napoli conquista un pareggio a Torino contro la Juventus (0-0) e una vittoria al Maradona contro il Monza (2-0), ottenendo così la vetta solitaria della classifica dopo un anno e mezzo dall'ultima volta; i due risultati sono intervallati da un altro successo casalingo, stavolta nei sedicesimi di finale di Coppa Italia, contro il Palermo (5-0). Grazie poi alla successiva vittoria contro il Como (3-1), nuovamente tra le mura amiche, gli azzurri consolidano ulteriormente il primo posto in classifica. Di ritorno dalla sosta per le nazionali di ottobre, i partenopei vincono tre partite consecutive, rispettivamente contro l'Empoli (0-1), il Lecce (1-0) e il Milan (0-2), salvo poi venir sconfitti in casa dall'Atalanta (0-3). Segue poi un pareggio (1-1) al Meazza contro l'Inter, che consente al Napoli di giungere alla nuova sosta mantenendo la vetta della classifica, in vantaggio d'un punto sia sui nerazzurri, sia su Atalanta, Fiorentina e Lazio. Alla ripresa del campionato, i partenopei vincono contro la Roma (1-0) e il Torino (0-1), ma seguono poi due sconfitte contro la Lazio, di cui la prima valida per gli ottavi di finale di Coppa Italia (3-1) e la seconda per il campionato (0-1); con quest'ultimo risultato, gli azzurri scendono al secondo posto in classifica, superati dall'Atalanta per due punti. Successivamente, arrivano tre vittorie consecutive, rispettivamente contro l'Udinese (1-3), il Genoa (1-2) e il Venezia (1-0); grazie al successo contro i lagunari, il Napoli riaggancia al primo posto in classifica l'Atalanta, che, nello stesso turno, pareggia all'Olimpico contro la Lazio. Con il seguente trionfo sul campo della Fiorentina (0-3), i partenopei chiudono il girone d'andata a quota 44 punti e in vetta solitaria, complici, però, anche i rinvii delle partite di Atalanta e Inter, entrambe impegnate nella Supercoppa italiana.

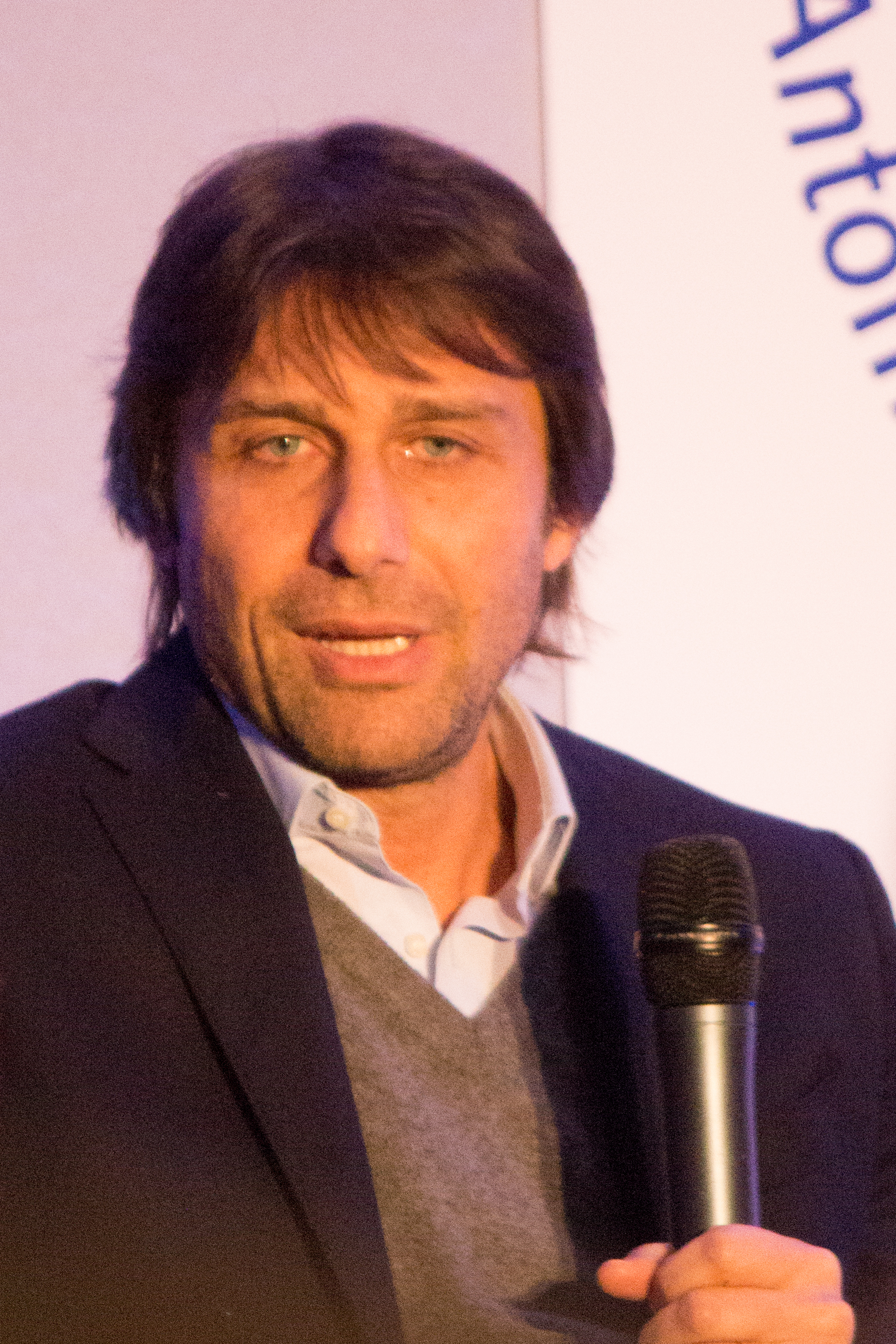
Antonio Conte, tornato in Italia dopo tre anni, vince lo scudetto, il quinto personale da allenatore e il quarto per la formazione partenopea.

Nella finestra invernale di calciomercato il Napoli saluta definitivamente Mário Rui, che risolve il proprio contratto con gli azzurri, e K'varatskhelia, che si trasferisce al Paris Saint-Germain per circa 70 milioni di euro; inoltre vengono ceduti in prestito Caprile, Folorunsho e Zerbin, rispettivamente a Cagliari, Fiorentina e Venezia (i primi due con diritto di riscatto e il terzo con obbligo di riscatto condizionato). Vengono invece ingaggiati Scuffet dal Cagliari (in prestito secco), Hasa dal Lecce (a titolo definitivo), Billing dal Bournemouth e Okafor dal Milan (entrambi in prestito con diritto di riscatto).
Il girone di ritorno si apre con tre vittorie consecutive per i partenopei, contro il Verona (2-0), l'Atalanta (2-3) e la Juventus (2-1), alle quali seguono tre pareggi di fila, contro la Roma (1-1), l'Udinese (1-1) e la Lazio (2-2). Con la successiva sconfitta sul campo del Como (2-1), gli azzurri scendono nuovamente al secondo posto in classifica, stavolta scavalcati per un punto dall'Inter, che, nello stesso turno, vince in casa contro il Genoa. La seguente giornata di campionato vede scontrarsi proprio partenopei e nerazzurri, che, pareggiando al Maradona (1-1), mantengono invariata la distanza in classifica. Il Napoli torna alla vittoria nella successiva gara casalinga, contro la Fiorentina (2-1), per poi pareggiare di nuovo sul campo del Venezia (0-0), allontanandosi ulteriormente dalla vetta dopo il successo esterno dell'Inter contro l'Atalanta, che porta i milanesi a +3. Di ritorno dalla sosta per le nazionali di marzo, gli azzurri vincono in casa contro il Milan (2-1) e pareggiano al Dall'Ara contro il Bologna (1-1), risultati a cui seguono le vittorie in casa contro l'Empoli (3-0) e in trasferta contro il Monza (0-1); quest'ultimo successo permette al Napoli di riagganciare in cima alla classifica l'Inter, che, nello stesso turno, perde sul campo del Bologna. Nella seguente giornata di campionato i partenopei vincono al Maradona contro il Torino (2-0) e completano così il controsorpasso sui nerazzurri, usciti sconfitti dal confronto casalingo con la Roma. Seguono una vittoria sul campo del Lecce (0-1) e un pareggio casalingo contro il Genoa (2-2); lo stop contro i rossoblù consente all'Inter, intanto vittoriosa sul campo del Torino, di ridurre a un solo punto il distacco dal Napoli a due giornate dal termine. Nel penultimo turno gli azzurri non vanno oltre lo 0-0 a Parma, ma contemporaneamente l'Inter viene fermata sul 2-2 dalla Lazio, lasciando i partenopei ancora al primo posto e mantenendo viva la lotta scudetto fino alla fine. All'ultima giornata il Napoli, obbligato a vincere per mantenere il primato, sconfigge il Cagliari per 2-0 e conquista il quarto scudetto della sua storia, a due anni di distanza dall'ultima volta. Questo trionfo consente agli azzurri di diventare la prima squadra in assoluto, nell'era della Serie A a venti squadre, a vincere lo scudetto dopo essersi classificata decima nella stagione precedente.

## Divise e sponsor
Uno stile retrò caratterizza la jersey casalinga azzurra: il collo a "V", ornato da una vela in costina smacchinata in bianco, è dotato di colletto azzurro e bordi bianchi. In particolare, sono bianchi gli orli delle maniche, gl'inserti rettangolari su di esse (situati nella parte adiacente al corpino) e gl'inserti triangolari sui fianchi del corpino (due per lato: uno di dimensioni maggiori nella parte superiore, costituito da una base contigua all'inserto sulla manica e che percorre il corpino per oltre la metà, oltre a un vertice rivolto verso il basso; l'altro di dimensioni assai ridotte, con la base collocata sull'orlo e la punta rivolta verso l'alto). Lo sfondo della maglia reca in trama il logo del club in serie, che si alterna a un motivo a zigzag; invece, la patch del logo del club, collocata sulla sinistra, è caratterizzata da un effetto 3D. Sul retro (alla base del collo) è presente il nuovo wordmark del club, dato dalla scritta SSC NAPOLI, di colore bianco e con l'acronimo posto in verticale. Completano la divisa calzoncini bianchi o azzurri, che presentano un inserto triangolare su ciascun lato e il logo del club sulla destra, e calzettoni azzurri caratterizzati da un risvolto cerchiato da due strisce bianche e dal logo del club impresso sulla parte anteriore. La divisa away, che ricalca il medesimo pattern di quella casalinga, è composta da maglia, calzoncini e calzettoni bianchi con inserti e loghi in deep blue navy. 
Quanto alle divise dei portieri, i colori adottati sono il sulphur spring (una sfumatura di giallo-verde) per la prima e il tango red (una sfumatura di rosso) per la seconda. Entrambe le divise presentano dettagli in deep blue navy sostanzialmente sovrapponibili a quelli delle divise home e away dei giocatori di movimento, eccetto per quanto riguarda le calze (che sono prive della doppia cerchiatura sul risvolto) e per il colletto (che è assente ed è sostituito da un orlo in deep blue navy, con quest'ultimo che s'interrompe nella zona dello scollo, nella quale è inserita una vela in costina smacchinata). Infine, il fondo di tali maglie è caratterizzato da un motivo a zigzag costruito con ampie linee di dimensioni variabili e sfumature diverse.
La terza divisa, presentata a stagione in corso, celebra il gemellaggio tra la città partenopea e la città giapponese di Kagoshima (e, più in generale, un ideale incontro tra Napoli e il Giappone). Il colore dominante è il grigio, mentre gl'inserti sono in nero e i loghi in azzurro. Il format di base, per l'assenza del colletto, richiama le divise dei portieri, mentre il pattern della maglia rende omaggio sia alla figura del samurai – riproducendo elementi quali il kabuto, il menpō e la katana, nonché la trascrizione dei sette princìpi del bushido – sia al barocco napoletano, attraverso le finiture intorno al colletto. Nel corso della stagione, questa divisa è stata in uso anche ai portieri.
A stagione inoltrata, infine, viene introdotta la quarta divisa, celebrativa dei 2.500 anni dalla fondazione della città di Napoli. Il colore dominante è l'azzurro, mentre i dettagli sono in bianco. La maglia, denominata "Partenope Jersey", presenta un format che non ricalca quello delle altre casacche: collo a "V" con orlo e colletto bianco e ampi risvolti bianchi per le maniche, mentre il pattern richiama il mare mediante una texture in tessuto Jacquard, che miscela diverse tonalità d'azzurro e turchese, formando così un motivo che rimanda alle onde e alle squame d'una sirena.
Per il quarto anno consecutivo, lo sponsor tecnico è EA7. Per il secondo anno, il main sponsor è MSC Crociere, mentre quale back sponsor esordisce Acqua Sorgesana; infine, il training wear partner è Coca-Cola.
| Casa | Casa (altern.) | Trasferta | Terza | Quarta (Partenope Jersey) | 1ª portiere | 2ª portiere |

## Organigramma societario
Area direttiva
- Presidente: Aurelio De Laurentiis
- Vicepresidente: Jacqueline Baudit
- Vicepresidente: Edoardo De Laurentiis
- Amministratore Delegato: Andrea Chiavelli

Area organizzativa
- Direttore Amministrativo: Laura Belli
- Segretario generale: Alberto Vallefuoco

Area Marketing
- Head of operations, sales & marketing: Tommaso Bianchini

Area Comunicazione
- Dir. Area Comunicazione: Nicola Lombardo
- Addetto Stampa: Guido Baldari

Area Tecnica
- Coordinatore Sportivo: Gabriele Oriali
- Direttore Sportivo: Giovanni Manna
- Team Manager: Paolo Rea
- Allenatore: Antonio Conte
- Vice allenatore: Cristian Stellini
- Preparatore atletico: Stefano Bruno
- Preparatore atletico: Costantino Coratti
- Match analyst: Giuseppe Maiuri
- Collaboratore tecnico: Elvis Abbruscato
- Collaboratore tecnico: Gianluca Conte
- Collaboratore tecnico: Mauro Sandreani
- Preparatore dei portieri: Marco Giglio
- Preparatore dei portieri: Alejandro Rosalen López

Area Medica
- Responsabile Staff Medico: dottor Raffaele Canonico
- Assistente Staff Medico: Vincenzo Corrado

## Rosa
Rosa e numerazione aggiornate al 3 febbraio 2025.
| N. |                      | Ruolo | Calciatore            |
| -- | -------------------- | ----- | --------------------- |
| 1  | Italia (bandiera)    | P     | Alex Meret            |
| 3  | Brasile (bandiera)   | D     | Natan                 |
| 4  | Italia (bandiera)    | D     | Alessandro Buongiorno |
| 5  | Brasile (bandiera)   | D     | Juan Jesus            |
| 6  | Scozia (bandiera)    | C     | Billy Gilmour         |
| 7  | Brasile (bandiera)   | A     | David Neres           |
| 8  | Scozia (bandiera)    | C     | Scott McTominay       |
| 9  | Nigeria (bandiera)   | A     | Victor Osimhen        |
| 9  | Svizzera (bandiera)  | A     | Noah Okafor           |
| 11 | Marocco (bandiera)   | A     | Walid Cheddira        |
| 11 | Belgio (bandiera)    | A     | Romelu Lukaku         |
| 12 | Italia (bandiera)    | P     | Claudio Turi          |
| 13 | Kosovo (bandiera)    | D     | Amir Rrahmani         |
| 14 | Italia (bandiera)    | P     | Nikita Contini        |
| 15 | Danimarca (bandiera) | C     | Philip Billing        |
| 16 | Spagna (bandiera)    | D     | Rafa Marín            |
| 17 | Uruguay (bandiera)   | D     | Mathías Olivera       |
| 18 | Argentina (bandiera) | A     | Giovanni Simeone      |
| 21 | Italia (bandiera)    | A     | Matteo Politano       |

| N. |                       | Ruolo | Calciatore                     |
| -- | --------------------- | ----- | ------------------------------ |
| 22 | Italia (bandiera)     | D     | Giovanni Di Lorenzo (capitano) |
| 23 | Italia (bandiera)     | A     | Alessio Zerbin                 |
| 25 | Italia (bandiera)     | P     | Elia Caprile                   |
| 26 | Belgio (bandiera)     | A     | Cyril Ngonge                   |
| 29 | Italia (bandiera)     | C     | Luis Hasa                      |
| 30 | Italia (bandiera)     | D     | Pasquale Mazzocchi             |
| 37 | Italia (bandiera)     | D     | Leonardo Spinazzola            |
| 68 | Slovacchia (bandiera) | C     | Stanislav Lobotka              |
| 70 | Italia (bandiera)     | C     | Gianluca Gaetano               |
| 74 | Mali (bandiera)       | C     | Coli Saco                      |
| 77 | Georgia (bandiera)    | A     | Khvicha K'varatskhelia         |
| 78 | Italia (bandiera)     | C     | Gennaro Iaccarino              |
| 81 | Italia (bandiera)     | A     | Giacomo Raspadori              |
| 90 | Italia (bandiera)     | C     | Michael Folorunsho             |
| 94 | Italia (bandiera)     | D     | Francesco Mezzoni              |
| 96 | Italia (bandiera)     | P     | Simone Scuffet                 |
| 99 | Camerun (bandiera)    | C     | André-Frank Anguissa           |
|    | Portogallo (bandiera) | D     | Mário Rui                      |

## Calciomercato

### Sessione estiva(dal 1/7 al 30/8)
| Acquisti         | Acquisti              | Acquisti       | Acquisti                    |
| R.               | Nome                  | da             | Modalità                    |
| ---------------- | --------------------- | -------------- | --------------------------- |
| D                | Alessandro Buongiorno | Torino         | definitivo (35 milioni €)   |
| P                | Elia Caprile          | Empoli         | fine prestito               |
| A                | Walid Cheddira        | Frosinone      | fine prestito               |
| C                | Michael Folorunsho    | Verona         | fine prestito               |
| C                | Gianluca Gaetano      | Cagliari       | fine prestito               |
| C                | Billy Gilmour         | Brighton       | definitivo (14 milioni €)   |
| C                | Gennaro Iaccarino     | Monopoli       | fine prestito               |
| A                | Romelu Lukaku         | Chelsea        | definitivo (30 milioni €)   |
| D                | Rafa Marín            | Real Madrid    | definitivo (12 milioni €)   |
| C                | Scott McTominay       | Manchester Utd | definitivo (30,5 milioni €) |
| D                | Francesco Mezzoni     | Perugia        | fine prestito               |
| A                | David Neres           | Benfica        | definitivo (28 milioni €)   |
| C                | Coli Saco             | Ancona         | fine prestito               |
| D                | Leonardo Spinazzola   |                | svincolato                  |
| A                | Alessio Zerbin        | Monza          | fine prestito               |
| Altre operazioni |                       |                |                             |
| R.               | Nome                  | da             | Modalità                    |
| A                | Giuseppe Ambrosino    | Catanzaro      | fine prestito               |
| P                | Valerio Boffelli      | Cavese         | fine prestito               |
| A                | Antonio Cioffi        | Ancona         | fine prestito               |
| A                | Giuseppe D'Agostino   | AZ Picerno     | fine prestito               |
| C                | Matteo Marchisano     | Potenza        | fine prestito               |
| A                | Pasquale Marranzino   | Juve Stabia    | fine prestito               |
| D                | Nosa Edward Obaretin  | Trento         | fine prestito               |
| A                | Lorenzo Sgarbi        | Avellino       | fine prestito               |
| C                | Alessandro Spavone    | Pro Vercelli   | fine prestito               |
| D                | Alessandro Zanoli     | Salernitana    | fine prestito               |

| Cessioni         | Cessioni             | Cessioni           | Cessioni                                                      |
| R.               | Nome                 | a                  | Modalità                                                      |
| ---------------- | -------------------- | ------------------ | ------------------------------------------------------------- |
| C                | Jens Cajuste         | Ipswich Town       | prestito con obbligo di riscatto condizionato (1,5 milioni €) |
| A                | Walid Cheddira       | Espanyol           | prestito                                                      |
| C                | Diego Demme          |                    | svincolato                                                    |
| C                | Leander Dendoncker   | Aston Villa        | fine prestito                                                 |
| C                | Gianluca Gaetano     | Cagliari           | prestito con obbligo di riscatto condizionato                 |
| P                | Pierluigi Gollini    | Atalanta           | fine prestito                                                 |
| C                | Gennaro Iaccarino    | Gubbio             | prestito                                                      |
| P                | Hubert Idasiak       |                    | svincolato                                                    |
| C                | Jesper Lindstrøm     | Everton            | prestito con diritto di riscatto (2,5 milioni €)              |
| D                | Francesco Mezzoni    | Perugia            | prestito                                                      |
| D                | Natan                | Betis              | prestito con diritto di riscatto (1 milione €)                |
| D                | Leo Skiri Østigård   | Rennes             | definitivo (7 milioni €)                                      |
| C                | Coli Saco            | Bari               | prestito                                                      |
| C                | Hamed Traorè         | Bournemouth        | fine prestito                                                 |
| C                | Piotr Zieliński      |                    | svincolato                                                    |
| Altre operazioni |                      |                    |                                                               |
| R.               | Nome                 | a                  | Modalità                                                      |
| A                | Giuseppe Ambrosino   | Frosinone          | prestito                                                      |
| P                | Valerio Boffelli     | Cavese             | definitivo                                                    |
| A                | Antonio Cioffi       | Rimini             | prestito                                                      |
| A                | Giuseppe D'Agostino  | Giugliano          | prestito                                                      |
| A                | Cedrick Koffi        | Baldaccio Bruni    | definitivo                                                    |
| C                | Matteo Marchisano    | Cavese             | prestito                                                      |
| A                | Pasquale Marranzino  | Cavese             | prestito                                                      |
| D                | Nosa Edward Obaretin | Bari               | prestito                                                      |
| A                | Antonio Pesce        | Audax Cervinara    | definitivo                                                    |
| A                | Lorenzo Sgarbi       | Bari               | prestito                                                      |
| C                | Alessandro Spavone   | Virtus Francavilla | prestito                                                      |
| D                | Alessandro Zanoli    | Genoa              | prestito con obbligo di riscatto condizionato                 |

### Sessione invernale(dal 2/1 al 3/2)
| Acquisti         | Acquisti           | Acquisti           | Acquisti                                         |
| R.               | Nome               | da                 | Modalità                                         |
| ---------------- | ------------------ | ------------------ | ------------------------------------------------ |
| C                | Philip Billing     | Bournemouth        | prestito con diritto di riscatto                 |
| C                | Luis Hasa          | Lecce              | definitivo (500 mila €)                          |
| A                | Noah Okafor        | Milan              | prestito con diritto di riscatto (1,5 milioni €) |
| P                | Simone Scuffet     | Cagliari           | prestito                                         |
| Altre operazioni |                    |                    |                                                  |
| R.               | Nome               | da                 | Modalità                                         |
| A                | Lorenzo Sgarbi     | Bari               | risoluzione prestito                             |
| C                | Alessandro Spavone | Virtus Francavilla | risoluzione prestito                             |

| Cessioni         | Cessioni               | Cessioni            | Cessioni                                       |
| R.               | Nome                   | a                   | Modalità                                       |
| ---------------- | ---------------------- | ------------------- | ---------------------------------------------- |
| P                | Elia Caprile           | Cagliari            | prestito con diritto di riscatto               |
| C                | Michael Folorunsho     | Fiorentina          | prestito con diritto di riscatto (1 milione €) |
| A                | Khvicha K'varatskhelia | Paris Saint-Germain | definitivo (70 milioni €)                      |
| A                | Alessio Zerbin         | Venezia             | prestito con obbligo di riscatto condizionato  |
| Altre operazioni |                        |                     |                                                |
| R.               | Nome                   | a                   | Modalità                                       |
| C                | Francesco Gioielli     | Puteolana           | prestito                                       |
| A                | Lorenzo Sgarbi         | Juve Stabia         | prestito                                       |
| C                | Alessandro Spavone     | Guidonia Montecelio | prestito                                       |

### Sessione primaverile(dal 1/6 al 10/6)
| Acquisti         | Acquisti         | Acquisti         | Acquisti         |
| R.               | Nome             | da               | Modalità         |
| Altre operazioni | Altre operazioni | Altre operazioni | Altre operazioni |
| R.               | Nome             | da               | Modalità         |
| ---------------- | ---------------- | ---------------- | ---------------- |

| Cessioni         | Cessioni         | Cessioni         | Cessioni                           |
| R.               | Nome             | a                | Modalità                           |
| Altre operazioni | Altre operazioni | Altre operazioni | Altre operazioni                   |
| R.               | Nome             | a                | Modalità                           |
| ---------------- | ---------------- | ---------------- | ---------------------------------- |
| D                | Natan            | Betis            | riscatto, definitivo (8 milioni €) |

### Operazioni esterne alle sessioni
| Acquisti         | Acquisti         | Acquisti         | Acquisti         |
| R.               | Nome             | da               | Modalità         |
| Altre operazioni | Altre operazioni | Altre operazioni | Altre operazioni |
| R.               | Nome             | da               | Modalità         |
| ---------------- | ---------------- | ---------------- | ---------------- |

| Cessioni         | Cessioni       | Cessioni    | Cessioni                |
| R.               | Nome           | a           | Modalità                |
| ---------------- | -------------- | ----------- | ----------------------- |
| A                | Victor Osimhen | Galatasaray | prestito                |
| D                | Mário Rui      |             | risoluzione consensuale |
| Altre operazioni |                |             |                         |
| R.               | Nome           | a           | Modalità                |

## Risultati

### Serie A

#### Girone di andata
| Arbitro: | Marchetti (Ostia Lido) |

|                                    |           |  |
| Livramento 50’ Mosquera 75’, 90+4’ | Marcatori |  |

| Arbitro: | Pairetto (Nichelino) |

|                                                   |           |  |
| Di Lorenzo 45+2’ K'varatskhelia 75’ Simeone 90+4’ | Marcatori |  |

| Arbitro: | Tremolada (Monza) |

|                             |           |                  |
| Lukaku 90+2’ Anguissa 90+6’ | Marcatori | 19’ (rig.) Bonny |

| Arbitro: | La Penna (Roma 1) |

|  |           |                                                               |
|  | Marcatori | 18’ Di Lorenzo 66’ K'varatskhelia 70’ Lukaku 90+3’ Buongiorno |

| Torino 21 settembre 2024, ore 18:00 CEST 5ª giornata | Juventus        | 0 – 0 referto | Napoli | Juventus Stadium (40 295 spett.)\| Arbitro: \| Doveri (Roma 1) \| |
| Arbitro:                                             | Doveri (Roma 1) |               |        |                                                                   |

| Arbitro: | Manganiello (Pinerolo) |

|                                 |           |  |
| Politano 22’ K'varatskhelia 33’ | Marcatori |  |

| Arbitro: | Feliciani (Teramo) |

|                                          |           |               |
| McTominay 1’ Lukaku 53’ (rig.) Neres 86’ | Marcatori | 43’ Strefezza |

| Arbitro: | Abisso (Palermo) |

|  |           |                           |
|  | Marcatori | 63’ (rig.) K'varatskhelia |

| Arbitro: | Tremolada (Monza) |

|                |           |  |
| Di Lorenzo 73’ | Marcatori |  |

| Arbitro: | Colombo (Como) |

|  |           |                              |
|  | Marcatori | 5’ Lukaku 43’ K'varatskhelia |

| Arbitro: | Doveri (Roma 1) |

|  |           |                                |
|  | Marcatori | 10’, 31’ Lookman 90+2’ Retegui |

| Arbitro: | Mariani (Aprilia) |

|                |           |               |
| Çalhanoğlu 43’ | Marcatori | 23’ McTominay |

| Arbitro: | Massa (Imperia) |

|            |           |  |
| Lukaku 54’ | Marcatori |  |

| Arbitro: | Fabbri (Ravenna) |

|  |           |               |
|  | Marcatori | 31’ McTominay |

| Arbitro: | Colombo (Como) |

|  |           |             |
|  | Marcatori | 79’ Isaksen |

| Arbitro: | Doveri (Roma 1) |

|             |           |                                              |
| Thauvin 22’ | Marcatori | 50’ Lukaku 76’ (aut.) Giannetti 81’ Anguissa |

| Arbitro: | La Penna (Roma 1) |

|               |           |                           |
| Pinamonti 51’ | Marcatori | 15’ Anguissa 23’ Rrahmani |

| Arbitro: | Cosso (Reggio Calabria) |

|               |           |  |
| Raspadori 79’ | Marcatori |  |

| Arbitro: | Manganiello (Pinerolo) |

|  |           |                                           |
|  | Marcatori | 29’ Neres 54’ (rig.) Lukaku 68’ McTominay |

#### Girone di ritorno
| Arbitro: | Zufferli (Udine) |

|                                |           |  |
| Montipò 5’ (aut.) Anguissa 61’ | Marcatori |  |

| Arbitro: | Colombo (Como) |

|                         |           |                                       |
| Retegui 16’ Lookman 55’ | Marcatori | 27’ Politano 40’ McTominay 78’ Lukaku |

| Arbitro: | Chiffi (Padova) |

|                                |           |                |
| Anguissa 57’ Lukaku 69’ (rig.) | Marcatori | 43’ Kolo Muani |

| Arbitro: | Fabbri (Ravenna) |

|                |           |                |
| Angeliño 90+2’ | Marcatori | 29’ Spinazzola |

| Arbitro: | Marinelli (Tivoli) |

|               |           |                 |
| McTominay 37’ | Marcatori | 40’ Ekkelenkamp |

| Arbitro: | Massa (Imperia) |

|                    |           |                                  |
| Isaksen 6’ Dia 87’ | Marcatori | 13’ Raspadori 64’ (aut.) Marušić |

| Arbitro: | Manganiello (Pinerolo) |

|                             |           |               |
| Rrahmani 7’ (aut.) Diao 77’ | Marcatori | 17’ Raspadori |

| Arbitro: | Doveri (Roma 1) |

|             |           |             |
| Billing 87’ | Marcatori | 22’ Dimarco |

| Arbitro: | Colombo (Como) |

|                          |           |                 |
| Lukaku 26’ Raspadori 60’ | Marcatori | 66’ Guðmundsson |

| Venezia 16 marzo 2025, ore 12:30 CET 29ª giornata | Venezia           | 0 – 0 referto | Napoli | Stadio Pier Luigi Penzo (11 939 spett.)\| Arbitro: \| Mariani (Aprilia) \| |
| Arbitro:                                          | Mariani (Aprilia) |               |        |                                                                            |

| Arbitro: | Sozza (Seregno) |

|                        |           |           |
| Politano 2’ Lukaku 19’ | Marcatori | 84’ Jović |

| Arbitro: | Massa (Imperia) |

|           |           |              |
| Ndoye 64’ | Marcatori | 18’ Anguissa |

| Arbitro: | Fabbri (Ravenna) |

|                               |           |  |
| McTominay 18’, 61’ Lukaku 56’ | Marcatori |  |

| Arbitro: | La Penna (Roma 1) |

|  |           |               |
|  | Marcatori | 72’ McTominay |

| Arbitro: | Mariani (Aprilia) |

|                   |           |  |
| McTominay 7’, 41’ | Marcatori |  |

| Arbitro: | Massa (Imperia) |

|  |           |               |
|  | Marcatori | 24’ Raspadori |

| Arbitro: | Piccinini (Forlì) |

|                          |           |                              |
| Lukaku 15’ Raspadori 64’ | Marcatori | 32’ (aut.) Meret 84’ Vásquez |

| Parma 18 maggio 2025, ore 20:45 CEST 37ª giornata | Parma           | 0 – 0 referto | Napoli | Stadio Ennio Tardini (20 388 spett.)\| Arbitro: \| Doveri (Roma 1) \| |
| Arbitro:                                          | Doveri (Roma 1) |               |        |                                                                       |

| Arbitro: | La Penna (Roma 1) |

|                          |           |  |
| McTominay 42’ Lukaku 51’ | Marcatori |  |

### Coppa Italia

#### Turni eliminatori
| Arbitro: | Bonacina (Bergamo) |

|                                                   |                      |                                           |
| Di Lorenzo Cheddira Ngonge Simeone K'varatskhelia | Tiri di rigore 4 – 3 | Palumbo Magnino Battistella Bozhanaj Zaro |

| Arbitro: | Collu (Cagliari) |

|                                                     |           |  |
| Ngonge 7’, 12’ J. Jesus 42’ Neres 70’ McTominay 77’ | Marcatori |  |

#### Fase finale
| Arbitro: | Pairetto (Nichelino) |

|                      |           |             |
| Noslin 32’, 41’, 50’ | Marcatori | 36’ Simeone |

## Statistiche finali

### Statistiche di squadra
| Competizione | Punti | In casa | In casa | In casa | In casa | In casa | In casa | In trasferta | In trasferta | In trasferta | In trasferta | In trasferta | In trasferta | Totale | Totale | Totale | Totale | Totale | Totale | DR  |
| Competizione | Punti | G       | V       | N       | P       | Gf      | Gs      | G            | V            | N            | P            | Gf           | Gs           | G      | V      | N      | P      | Gf     | Gs     | DR  |
| ------------ | ----- | ------- | ------- | ------- | ------- | ------- | ------- | ------------ | ------------ | ------------ | ------------ | ------------ | ------------ | ------ | ------ | ------ | ------ | ------ | ------ | --- |
| Serie A      | 82    | 19      | 14      | 3       | 2       | 32      | 13      | 19           | 10           | 7            | 2            | 27           | 14           | 38     | 24     | 10     | 4      | 59     | 27     | +32 |
| Coppa Italia | -     | 2       | 1       | 1       | 0       | 5       | 0       | 1            | 0            | 0            | 1            | 1            | 3            | 3      | 1      | 1      | 1      | 6      | 3      | +3  |
| Totale       | -     | 21      | 15      | 4       | 2       | 37      | 13      | 20           | 10           | 7            | 3            | 28           | 17           | 41     | 25     | 11     | 5      | 65     | 30     | +35 |

### Andamento in campionato
| Giornata  | 1  | 2 | 3 | 4 | 5 | 6 | 7 | 8 | 9 | 10 | 11 | 12 | 13 | 14 | 15 | 16 | 17 | 18 | 19 | 20 | 21 | 22 | 23 | 24 | 25 | 26 | 27 | 28 | 29 | 30 | 31 | 32 | 33 | 34 | 35 | 36 | 37 | 38 |
| --------- | -- | - | - | - | - | - | - | - | - | -- | -- | -- | -- | -- | -- | -- | -- | -- | -- | -- | -- | -- | -- | -- | -- | -- | -- | -- | -- | -- | -- | -- | -- | -- | -- | -- | -- | -- |
| Luogo     | T  | C | C | T | T | C | C | T | C | T  | C  | T  | C  | T  | C  | T  | T  | C  | T  | C  | T  | C  | T  | C  | T  | T  | C  | C  | T  | C  | T  | C  | T  | C  | T  | C  | T  | C  |
| Risultato | P  | V | V | V | N | V | V | V | V | V  | P  | N  | V  | V  | P  | V  | V  | V  | V  | V  | V  | V  | N  | N  | N  | P  | N  | V  | N  | V  | N  | V  | V  | V  | V  | N  | N  | V  |
| Posizione | 17 | 8 | 5 | 2 | 2 | 1 | 1 | 1 | 1 | 1  | 1  | 1  | 1  | 1  | 2  | 2  | 2  | 1  | 1  | 1  | 1  | 1  | 1  | 1  | 1  | 2  | 2  | 2  | 2  | 2  | 2  | 2  | 1  | 1  | 1  | 1  | 1  | 1  |

Legenda:

Luogo: C = Casa; T = Trasferta. Risultato: V = Vittoria; N = Pareggio; P = Sconfitta.

### Statistiche dei giocatori
Sono in corsivo i calciatori che hanno lasciato la società a stagione in corso.
| Giocatore         | Serie A  | Serie A | Serie A     | Serie A    | Coppa Italia | Coppa Italia | Coppa Italia | Coppa Italia | Totale   | Totale | Totale      | Totale     |
| Giocatore         | Presenze | Reti    | Ammonizioni | Espulsioni | Presenze     | Reti         | Ammonizioni  | Espulsioni   | Presenze | Reti   | Ammonizioni | Espulsioni |
| ----------------- | -------- | ------- | ----------- | ---------- | ------------ | ------------ | ------------ | ------------ | -------- | ------ | ----------- | ---------- |
| A.-F. Anguissa    | 35       | 6       | 5           | 0          | 2            | 0            | 1            | 0            | 37       | 6      | 6           | 0          |
| P. Billing        | 10       | 1       | 1           | 0          | 0            | 0            | 0            | 0            | 10       | 1      | 1           | 0          |
| A. Buongiorno     | 22       | 1       | 2           | 0          | 1            | 0            | 0            | 0            | 23       | 1      | 2           | 0          |
| E. Caprile        | 4        | -1      | 0           | 0          | 2            | -3           | 0            | 0            | 6        | -4     | 0           | 0          |
| W. Cheddira       | 1        | 0       | 0           | 0          | 1            | 0            | 0            | 0            | 2        | 0      | 0           | 0          |
| N. Contini        | 0        | -0      | 1           | 0          | 0            | -0           | 0            | 0            | 0        | -0     | 1           | 0          |
| G. Di Lorenzo     | 37       | 3       | 6           | 0          | 2            | 0            | 0            | 0            | 39       | 3      | 6           | 0          |
| M. Folorunsho     | 6        | 0       | 0           | 0          | 1            | 0            | 0            | 0            | 7        | 0      | 0           | 0          |
| G. Gaetano        | 0        | 0       | 0           | 0          | 0            | 0            | 0            | 0            | 0        | 0      | 0           | 0          |
| G. Iaccarino      | 0        | 0       | 0           | 0          | 0            | 0            | 0            | 0            | 0        | 0      | 0           | 0          |
| B. Gilmour        | 26       | 0       | 0           | 0          | 2            | 0            | 0            | 0            | 28       | 0      | 0           | 0          |
| L. Hasa           | 0        | 0       | 0           | 0          | 0            | 0            | 0            | 0            | 0        | 0      | 0           | 0          |
| J. Jesus          | 15       | 0       | 2           | 0          | 2            | 1            | 0            | 0            | 17       | 1      | 2           | 0          |
| K. K'varatskhelia | 17       | 5       | 1           | 0          | 2            | 0            | 0            | 0            | 19       | 5      | 1           | 0          |
| S. Lobotka        | 32       | 0       | 3           | 0          | 3            | 0            | 0            | 0            | 35       | 0      | 3           | 0          |
| R. Lukaku         | 36       | 14      | 4           | 0          | 2            | 0            | 0            | 0            | 38       | 14     | 4           | 0          |
| R. Marín          | 4        | 0       | 1           | 0          | 2            | 0            | 2            | 0            | 6        | 0      | 3           | 0          |
| P. Mazzocchi      | 20       | 0       | 3           | 0          | 2            | 0            | 0            | 0            | 22       | 0      | 3           | 0          |
| S. McTominay      | 34       | 12      | 3           | 0          | 2            | 1            | 0            | 0            | 36       | 13     | 3           | 0          |
| A. Meret          | 34       | -25     | 0           | 0          | 1            | -0           | 0            | 0            | 35       | -25    | 0           | 0          |
| F. Mezzoni        | 0        | 0       | 0           | 0          | 0            | 0            | 0            | 0            | 0        | 0      | 0           | 0          |
| Natan             | 0        | 0       | 0           | 0          | 0            | 0            | 0            | 0            | 0        | 0      | 0           | 0          |
| D. Neres          | 28       | 2       | 2           | 0          | 2            | 1            | 1            | 0            | 30       | 3      | 3           | 0          |
| C. Ngonge         | 18       | 0       | 2           | 0          | 3            | 2            | 0            | 0            | 21       | 2      | 2           | 0          |
| N. Okafor         | 4        | 0       | 0           | 0          | 0            | 0            | 0            | 0            | 4        | 0      | 0           | 0          |
| M. Olivera        | 32       | 0       | 4           | 0          | 1            | 0            | 0            | 0            | 33       | 0      | 4           | 0          |
| V. Osimhen        | 0        | 0       | 0           | 0          | 0            | 0            | 0            | 0            | 0        | 0      | 0           | 0          |
| M. Politano       | 37       | 3       | 3           | 0          | 2            | 0            | 0            | 0            | 39       | 3      | 3           | 0          |
| G. Raspadori      | 26       | 6       | 1           | 0          | 3            | 0            | 0            | 0            | 29       | 6      | 1           | 0          |
| A. Rrahmani       | 38       | 1       | 2           | 0          | 1            | 0            | 0            | 0            | 39       | 1      | 2           | 0          |
| M. Rui            | 0        | 0       | 0           | 0          | 0            | 0            | 0            | 0            | 0        | 0      | 0           | 0          |
| C. Saco           | 0        | 0       | 0           | 0          | 0            | 0            | 0            | 0            | 0        | 0      | 0           | 0          |
| S. Scuffet        | 1        | -1      | 0           | 0          | 0            | 0            | 0            | 0            | 1        | -1     | 0           | 0          |
| G. Simeone        | 30       | 1       | 1           | 0          | 3            | 1            | 0            | 0            | 33       | 2      | 1           | 0          |
| L. Spinazzola     | 27       | 1       | 1           | 0          | 3            | 0            | 0            | 0            | 30       | 1      | 1           | 0          |
| C. Turi           | 0        | 0       | 0           | 0          | 0            | 0            | 0            | 0            | 0        | 0      | 0           | 0          |
| A. Zerbin         | 2        | 0       | 0           | 0          | 2            | 0            | 0            | 0            | 4        | 0      | 0           | 0          |